# 二次的著作物

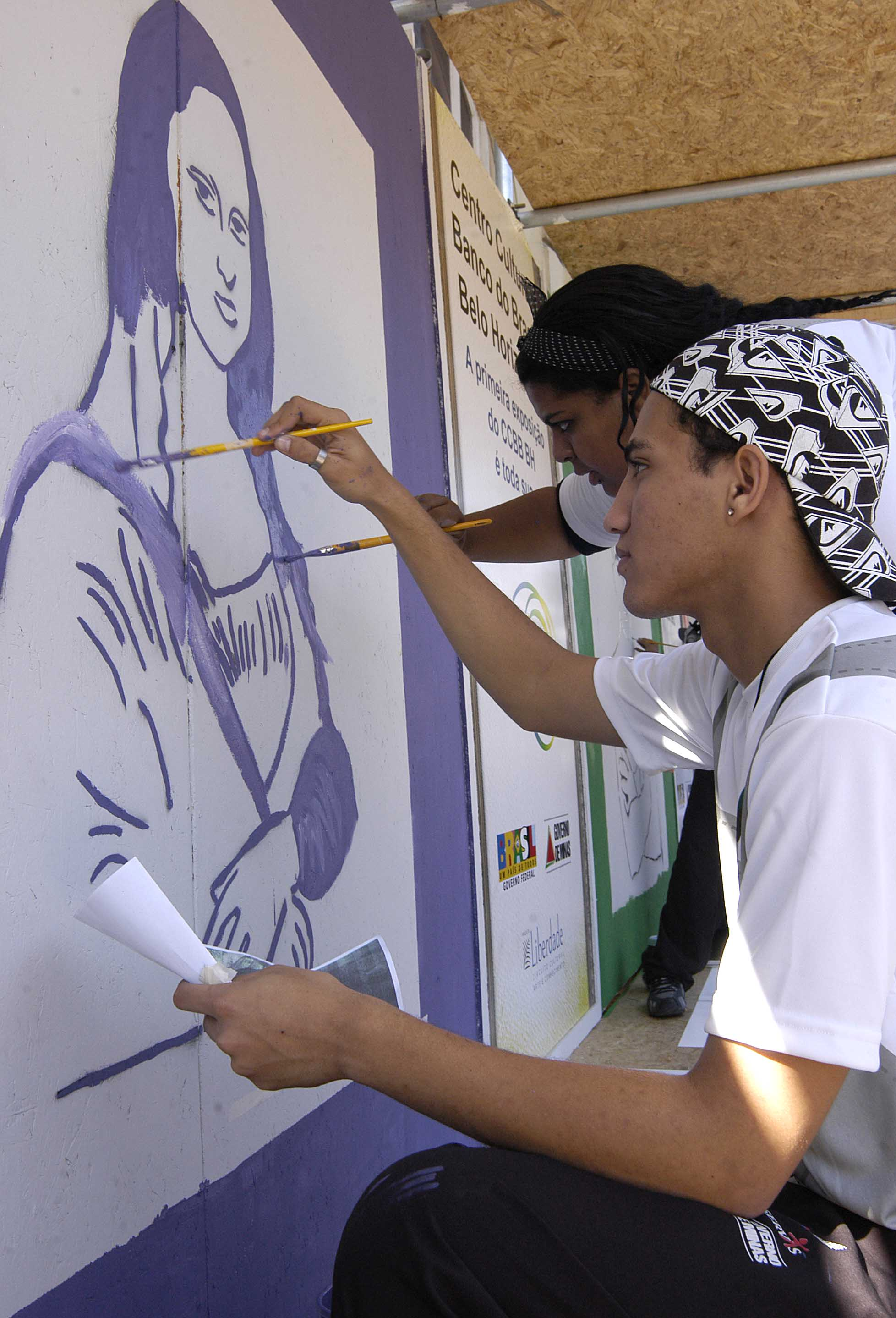
「モナ・リザ」を複製する画家。元絵はパブリックドメインだが、二次的著作物 (絵の複製) とこの写真の両方がそれ自身の著作権を持つ。画家と写真家は著作権者のために働いている。著作権者は「CC BY-SA 2.0」ライセンスのもと権利を解放している。

著作権法における二次的著作物（にじてきちょさくぶつ、英: derivative work）とは、先に創作された第一の著作物 (原著作物) から著作権の発生する主要な要素を取り込んだ創作的表現のことである。二次的著作物は第一の著作物から独立した、第二の別の著作物となる。二次的著作物が創作的でありそれゆえ著作権で保護されるためには、著作物の変形、改変、または翻案が相当に含まれ、著作者の個性が十分に発揮されなければならない。翻訳、映画化、及び編曲は二次的著作物の典型的な種類である。
ほとんどの国の法体系は原著作物と二次的著作物の両方を保護しようとしている。それらはそれらの完全性及び著作者の商業的な利益を妨害又は制御する権利を著作者に与える。二次的著作物及びその作者は、その結果原著作物の著作者の権利を侵害することなく著作権の完全な保護を享受する。

## 定義

### ベルヌ条約
国際著作権条約である文学的及び美術的著作物の保護に関するベルヌ条約は、二次的著作物を保護しなければならないと定めているが、二次的著作物という用語は使っていない。すなわち「文学的又は美術的著作物の翻訳、翻案、編曲及びその他の改変は、原著作物の著作権を侵害することなく原著作物と同様に保護されなければならない」。

### 米国

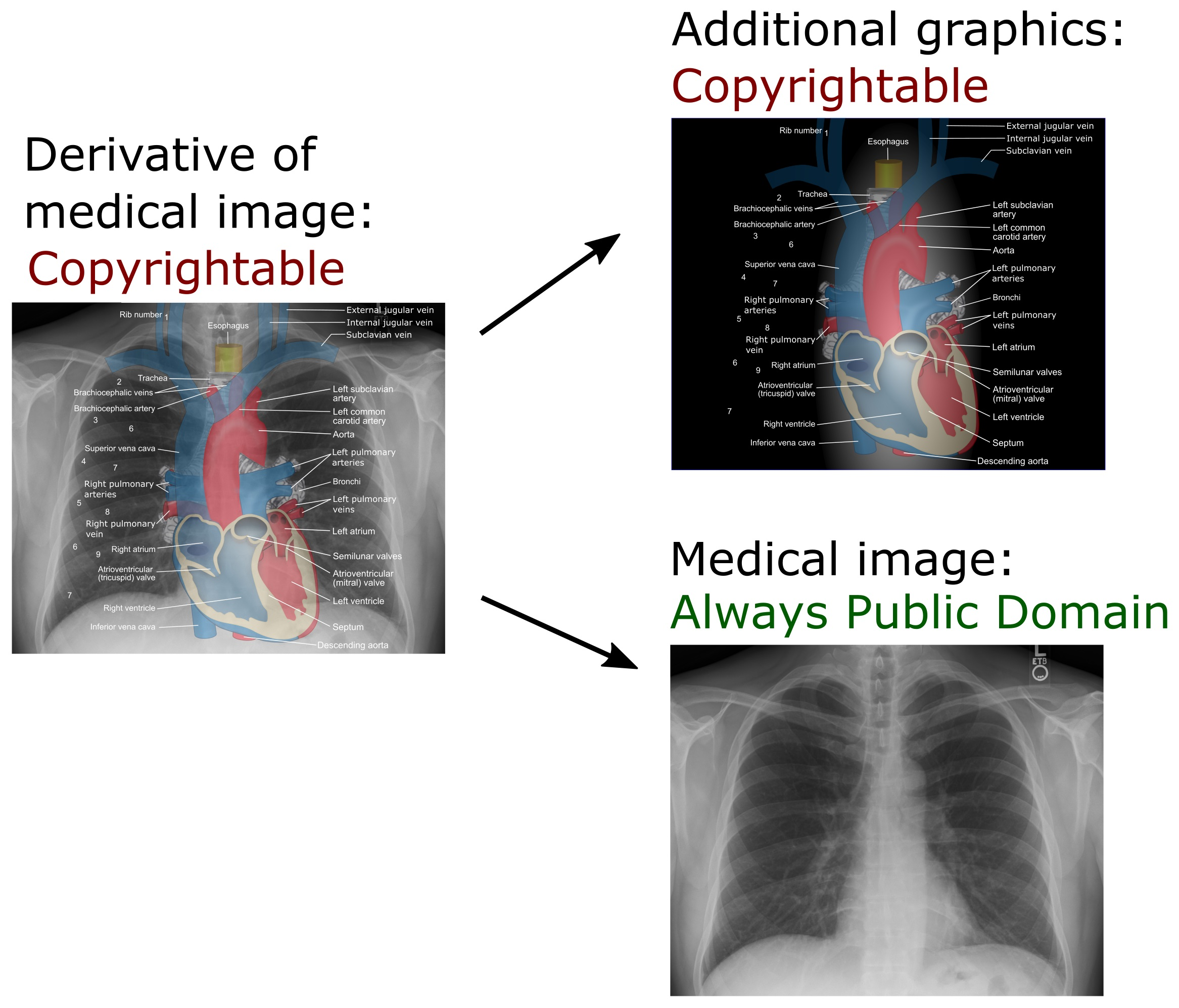
米国法では、この胸部X線写真 (パブリックドメインである) の二次的著作物には追加の画像があるため、著作権で保護される。しかし著作物の構成要素である胸部X線写真はパブリックドメインである。

二次的著作物という用語の包括的な定義は米国著作権法により、合衆国法典第17編第101条 17 U.S.C. § 101で与えられる。
米国著作権法第101条では「二次的著作物」を「翻訳、編曲、脚色、小説化、映画化、録音、美術複製、抄録、要約その他著作物を改作し、変形し、又は翻案することができる形式等既存の一又は二以上の著作物の基礎として作成される著作物をいう。」と定義し、「改訂、注釈、改良その他の変形から成る著作物であって、全体として独創的な著作物を構成するものを含む。」としている。
合衆国法典第17編第103(b)条 17 U.S.C. § 103(b)は二次的著作物の著作権が原著作物に由来する部分には及ばない旨を規定する。
合衆国法典第17編第106条 17 U.S.C. § 106は原著作物の著作権者は二次的著作物を作成する排他的な権利を有する旨を規定する。
US Copyright Office Circular 14:  Derivative Worksは、二次的著作物として認められるには新しい創作的な寄与が必要である旨を注記している。
この法令上の定義は不完全であり、二次的著作物の概念は判例の解説を参照して理解しなければならない。3つの大きな著作権法の問題が二次的著作物に関して生じる: (1) 著作権保護される二次的著作物を存在せしめるにはどのような行為で十分か、(2) どのような行為が著作権保護された著作物の著作権侵害を構成するか、及び (3) どのような状況で著作権保護された著作物の著作権侵害の責任を通常負うべき人は、権利消尽の原則やフェアユースなどの積極的抗弁により免責されるか?

### 欧州連合
フランス法は"œuvre composite"(「複合著作物」)の用語を好むが、"œuvre dérivée"の用語が使われる場合もある。二次的著作物は知的所有権法典のL 113-2第2段落に「既存の著作物が、その著作者の協力を得ることなく埋め込まれた新しい著作物」と定義されている。破毀院はこの法令を、2つの異なる入力が異なる時点で必要であると解釈している。
2010年、欧州司法裁判所はSystran v. European Commission (Case T‑19/07)における二次的著作物の問題に関する決定を下した。しかし、この紛争は非契約的性質ではなく契約的性質のものであるという結論の後、この事件は第一審裁判所の管轄に含まれないという結論を元にその決定は2013年に破棄された。

### カナダ
カナダ著作権法は「二次的著作物」を明文で定義していないが、カナダ著作権法は何が二次的著作物を構成するかの一般に同意される例を第3章に規定している。
Théberge v. Galerie d'Art du Petit Champlain Inc.、[2002] 2 S.C.R. 336, 2002 SCC 34において、カナダ最高裁は二次的著作物の法定承認は創作と複製、すなわち再製にのみ及ぶことを明確にした。著作者の著作物に組み込む新しい創作的な著作物の派生、再製、又は複製が存在しない場合、著作権法の違反は存在しない。

### 日本
日本の著作権法では、第2条1項11号で二次的著作物を「著作物を翻訳し、編曲し、若しくは変形し、又は脚色し、映画化し、その他翻案することにより創作した著作物」と定義している。第11条で「二次的著作物に対するこの法律による保護は、その原著作物の著作者の権利に影響を及ぼさない」と規定し、第28条で二次的著作物の利用に関する原著作者の権利を規定している。
二次的著作物とは「著作物を翻訳し、編曲し、若しくは変形し、又は脚色し、映画化し、その他翻案することにより創作した著作物」である（2条1項11号）。すなわち二次的著作物とは、原著作物に基づき（依拠性）新たに思想又は感情を創作的に表現したものである。例えば以下が二次的著作物である。
- 漫画の続編（原著作物: 漫画第1シーズン）
- 映画化作品（原著作物: 原作小説）
- アレンジ曲（原著作物: 原曲）
- 原作者つき漫画（原著作物: 原作者文章原稿[11]）

一般的な言葉で言えば、二次的著作物とは派生作品（スピンオフ）に類似した概念である。
二次的著作物を創作する権利は、原著作物の権利者が専有する（翻案権: 27条）。また意に沿わない原著作物の改変（二次的著作物の創作）は同一性保持権でも保護されている。財産権である翻案権は譲渡が可能であり、例えば他人へアレンジ曲の作成許可（編曲許諾）をおこなうことができる。またライセンスやガイドラインといった形で非独占的に二次的著作物の創作が許諾される場合もある（参考: 二次創作ガイドライン）。
二次的著作物に対する著作権法の保護は、原著作物の著作者の権利に影響を及ぼさない（11条）。二次的著作物の原著作物の著作者は、当該二次的著作物の利用に関し、著作者財産権で当該二次的著作物の著作者が有するものと同一の種類の権利を有する（28条）。「この規定によれば、原著作物の著作権者は、結果として、二次的著作物の利用に関して、二次的著作物の著作者と同じ内容の権利を有することになることが明らかである」（キャンディ・キャンディ事件控訴審判決（平成12年3月30日東京高裁判決）。なお原審は、平成11年2月25日東京地裁判決）。
「二次的著作物は、その性質上、ある面からみれば、原著作物の創作性に依拠しそれを引き継ぐ要素（部分）と、二次的著作物の著作者の独自の創作性のみが発揮されている要素（部分）との双方を常に有するものであることは、当然のことというべきであるにもかかわらず、著作権法が上記のように上記両要素（部分）を区別することなく規定しているのは、一つには、上記両者を区別することが現実には困難又は不可能なことが多く、この区別を要求することになれば権利関係が著しく不安定にならざるを得ないこと、一つには、二次的著作物である以上、厳格にいえば、それを形成する要素（部分）で原著作物の創作性に依拠しないものはあり得ないとみることも可能であることから、両者を区別しないで、いずれも原著作物の創作性に依拠しているものとみなすことにしたものと考えるのが合理的である」（同控訴審判決）。
この規定は、必ずしも不合理な結果を生まない。「まず、〔原著作物の著作者〕と〔二次的著作物の著作者〕とは、互いに協力し合う者同士として、当該〔二次的著作物〕の利用につきそれぞれが単独でなし得るところを、事前に契約によって定めることが可能である。明示の契約が成立していない場合であっても、当該〔二次的著作物〕の利用の中には、その性質上、一方が単独で行い得ることが、両者間で黙示的に合意されていると解することの許されるものも存在するであろう。次に、契約によって解決することができない場合であっても、著作権法65条は、共有著作権の行使につき、共有者全員の合意によらなければ行使できないとしつつ（二項）、各共有者は、正当な理由がない限り、合意の成立を妨げることができない（三項）とも定めており、この法意は、〔二次的著作物〕の〔原著作物の著作者〕と〔二次的著作物の著作者〕との関係についても当てはまるものというべきであるから、その活用により妥当な解決を求めることも可能であろう。」（同控訴審判決）。
一話完結形式の連載漫画においては、後続の漫画は先行する漫画の二次的著作物として扱われ、「二次的著作物の著作権は、二次的著作物において新たに付与された創作的部分のみについて生じ、原著作物と共通しその実質を同じくする部分には生じないと解するのが相当」とされている(「ポパイ」著作権侵害第３事件(最高平成4年(オ)1443号平成9年7月17日判))。

## 重要性、歴史的社会的状況
"巨人の肩の上に立つ"という格言が例示するように、二次的著作物は人類の文化的、科学的、及び技術的遺産の大部分を表す。二次的著作物の数は、多くの状況でそれを違法とする著作権法の導入により悪影響を受け、20世紀末と21世紀初頭のコピーレフトの精神の広がりによりプラスの影響を受けてきた:62。